# Galleria (centre commercial à Espoo)
Galleria est un centre commercial du quartier de Leppävaara à Espoo en Finlande.

## Caractéristiques
Le centre commercial Galleria est situé au nord de la Turuntie à Pohjois-Leppävaara. 
Au rez-de-chaussée se trouvent, entre autres, un marché, un café et un restaurant, au deuxième étage se trouvent des enseignes proposant des services de bien-être, les plus grandes étant une salle de sport et un centre de danse.
Le centre commercial a été construit en 1985 et rénové en 2011-2012.
L'inauguration a eu lieu du 10 au 12 octobre 1985.
Y ont participé Vesa-Matti Loiri, Riki Sorsa et Kirka Babitzin. 
Le bâtiment décoratif conçu par l'architecte Kalevi Ruokosuo avec ses mâts lumineux hauts de 40 mètres  s'est d'abord heurté à l'opposition du comité de façade d'Espoo. 
À l'intérieur du bâtiment, conçu à l'origine comme un grand magasin marchand détenu en copropriété par les commerçants, les magasins étaient situés les uns à côté des autres sans cloisons comme les rayons d'un grand magasin. 
Les premiers utilisateurs du rez-de-chaussée étaient, entre autres, une épicerie de 1 000 mètres carrés, un restaurant, une pâtisserie, un magasin de légumes et deux agences bancaires. Le deuxième étage avait des magasins spécialisés. 
Des plantes vertes et des fontaines ont été utilisées dans la décoration.
Le lieu était autrefois occupé par une écurie russe pendant les travaux de fortification de la Première Guerre mondiale en 1915-1917, des parcelles agricoles pendant la Seconde Guerre mondiale et plus tard un terrain de sport. 
Il y a une plaque commémorative sur le mur du poste de santé racontant l'histoire du lieu avant la construction.

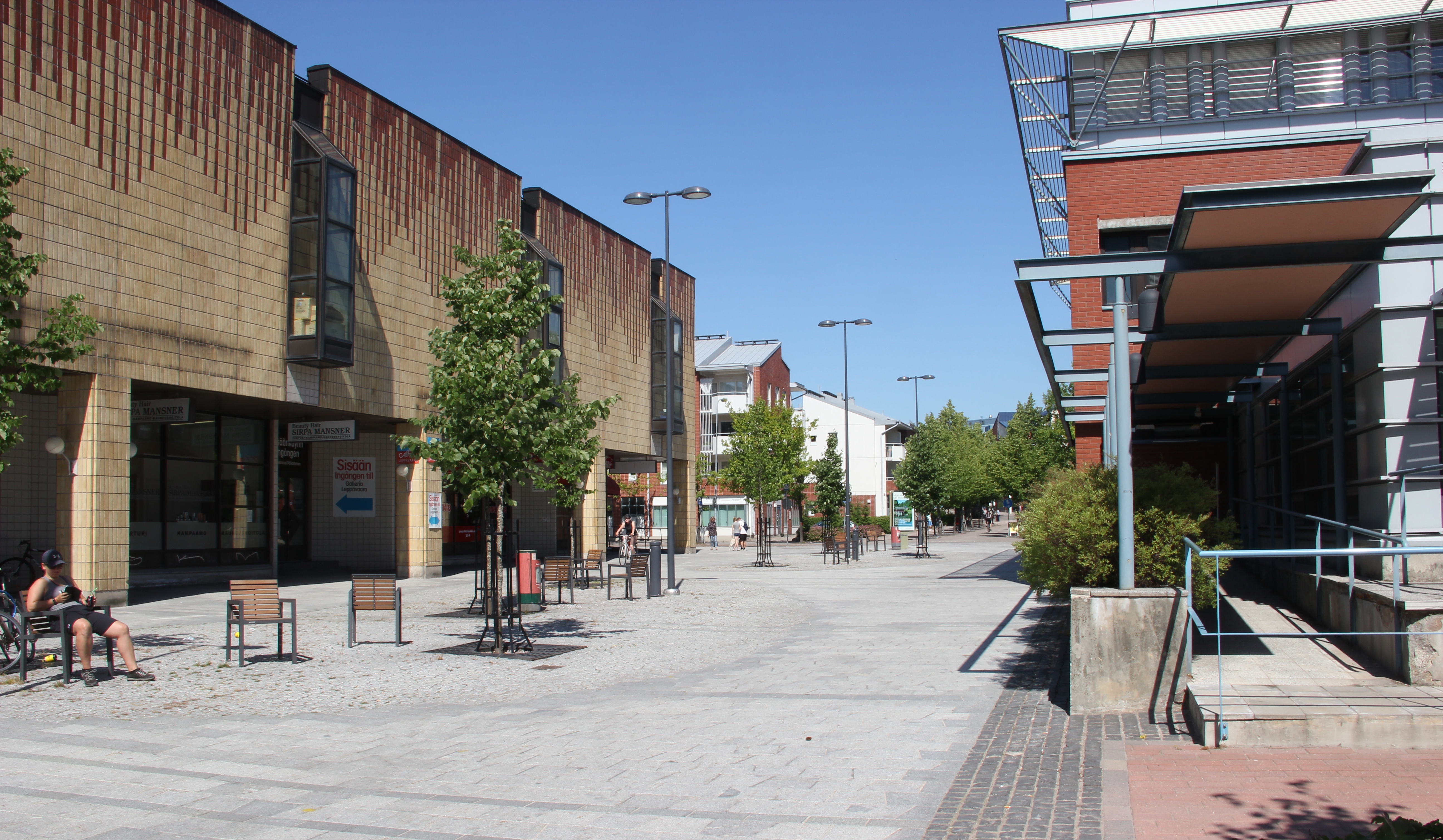
À gauche Galleria, a droite le centre médical.